# Titularbistum Castabala
Castabala ist ein Titularbistum der römisch-katholischen Kirche. 
Es geht zurück auf einen untergegangenen Bischofssitz in der antiken Stadt Hierapolis Kastabala in der kleinasiatischen Landschaft Kilikien. Der Bischofssitz war der Kirchenprovinz Anazarbus zugeordnet.
| Titularbischöfe von Castabala |                                 |                                                                                          |                   |                   |
| Nr.                           | Name                            | Amt                                                                                      | von               | bis               |
| 1                             | John Milner                     | Apostolischer Vikar von Midland District (Großbritannien)                                | 6. März 1803      | 19. April 1826    |
| 2                             | John Murdoch                    | Apostolischer Koadjutorvikar, Apostolischer Vikar von Western District (Großbritannien)  | 4. Juni 1833      | 15. Dezember 1865 |
| 3                             | Louis Aloysius Lootens          | Apostolischer Vikar von Idaho and Montana (USA) Weihbischof in Vancouver Island (Kanada) | 3. März 1868      | 12. Januar 1898   |
| 4                             | Rocco Tornatore PIME            | Apostolischer Vikar von Ostburma (Indien)                                                | 18. November 1889 | 1908              |
| 5                             | John William Shaw               | Koadjutorbischof von San Antonio (USA)                                                   | 7. Februar 1910   | 11. März 1911     |
| 6                             | Juan José Marcos Zapata         | Weihbischof in San Juan de Cuyo (Argentinien)                                            | 30. Mai 1913      | 13. Mai 1951      |
| 7                             | Doroteo Fernández y Fernández   | Weihbischof in Santander Koadjutorbischof von Badajoz (Spanien)                          | 6. März 1956      | 22. Juli 1971     |
| 8                             | Patrick Ebosele Ekpu            | Koadjutorbischof von Benin City (Nigeria)                                                | 5. Juni 1971      | 5. Juli 1973      |
| 9                             | Felipe Tejeda García MSpS       | Weihbischof in Mexiko (Mexiko)                                                           | 29. Januar 2000   | 9. April 2018     |
| 10                            | Valdemir Vicente Andrade Santos | Weihbischof in Fortaleza (Brasilien)                                                     | 11. Juli 2018     | 11. Juli 2024     |
| 11                            | Fernando Daniel Rodríguez       | Weihbischof in Lomas de Zamora (Argentinien)                                             | 30. Oktober 2024  |                   |